# Сморгонський Леонід Михайлович
Леоні́д Миха́йлович Сморго́нський (13 (26) жовтня 1901, Мелітополь — 14 вересня 1952, Москва) — радянський педагог-хімік, доктор педагогічних наук (1947), професор (1948).

## Біографія
Після закінчення 2-го МДУ (1926) викладав в сільській школі. З 1933 працював в НДІ політехнічної освіти АПН СРСР (нині Інститут загальноосвітньої школи Російської академії освіти).

## Наукова діяльність
У 1930-х рр.. велику увагу приділяв проблемам відбору змісту і конструювання шкільної програм з хімії. Сформулював принципи складання програм на основі поступового розвитку хімічних знань учнів. Програми з хімії, розроблені комісією під керівництвом Сморгонського стали важливим етапом у побудові систематичного шкільного курсу сучасної хімії.
Сморгонський провів аналіз змісту, методів і постановки викладання хімії в школах Західної Європи та США на початку 20 ст. Особливо детально їм розкрито досвід навчання хімії в Німеччині, вивчені шляхи вдосконалення методики викладання, що вживали Р. Арендт і Ф. Вільбранд. Показав неправомірність протиставлення Арендтом систематичному курсу «методичного», який, за задумом автора, більш відповідав психологічним особливостям учнів.
Сморгонський критикував концепцію індуктивного вивчення хімії, набуття учнями знань на основі лише дослідного експерименту. Не відкидаючи індуктивний підхід як такий, Сморгонський намагався визначити його роль і місце в системі методів навчання хімії. Показав, що раннє введення складних сучасних фізико-хімічних теорій створює лише видимість можливості викладати учням матеріал на «електронному рівні», тоді як самі «основи» залишаються для учнів багато в чому незрозумілими. Одним з перших почав вивчення проблеми співвідношення дидактичних принципів науковості та доступності.
Сморгонський розробив педагогічні підходи до формування в учнів наукового світогляду засобами хімії. Пропонував зміст курсу структурувати таким чином, щоб вивчення хімічного матеріалу, фактів, законів, теорій підводило школярів до доступних узагальнень різного рівня.
Провів ряд досліджень в області органічної хімії, розробив метод отримання кетонів фуранового ряду та ін.

## Основні праці
- Органическая химия. Учебник для 10 класса средней школы, М., 1934 (у співавторстві);
- Задачи и упражнения по химии, М., 1934;
- Методика преподавания химии, М., 1936;
- О т. н. культурном курсе химии (из опыта иностранной школы), XIII, 1937, № 2;
- Химия как учебный предмет в средних школах Западной Европы и США, М., 1939;
- Методика преподавания химии в школах Америки, 1940;
- Практические занятия по химии в средней школе, М., 1955 (спільно з П. О. Глоріозовим).